# Ganovenbraut
Ganovenbraut ist eine US-amerikanische Filmkomödie aus dem Jahr 1933 von Sam Wood mit Jean Harlow und Clark Gable in den Hauptrollen. Der Pre-Code-Film wurde von Metro-Goldwyn-Mayer produziert.

## Handlung
Der New Yorker Gauner Eddie Hall ist auf der Flucht vor der Polizei. Um den Beamten zu entkommen, dringt er in das Appartement der ihm unbekannten Ruby Adams ein, die gerade ein Schaumbad nimmt. Trotz ihrer Überraschung lässt Ruby es zu, dass Eddie zu ihr ins Bad steigt. Gegenüber den Polizisten gibt sie ihn als ihren schaumbedeckten Ehemann aus. Ruby zeigt sich desinteressiert, ist aber doch enttäuscht, dass Eddie grußlos verschwindet. Um Eddie wiederzusehen, lässt sich Ruby von dem Geschäftsmann Al Simpson aus Cincinnati in einen Nachtclub einladen, dessen Namen sie von Eddie gehört hat. Tatsächlich erscheint Eddie kurze Zeit später. Trotz ihrer vorgespielten Distanziertheit besucht Ruby Eddie danach in seinem Appartement. Eddies Kumpane Slim und Gypsy unterbrechen die Zweisamkeit. Nach einem Streit zwischen Ruby und der betrunkenen Gypsy ziehen die beiden wieder ab. Ruby erliegt Eddies Charme und verbringt die Nacht mit ihm.
Am nächsten Morgen überredet Slim Eddie dazu, bei einem Banküberfall den Fluchtwagen zu fahren. Noch vor dem Überfall wird Eddie festgenommen und zu 90 Tagen Haft verurteilt, da das Auto gestohlen war. Nach seiner Freilassung kehrt Eddie in sein Appartement zurück, um das sich Ruby in seiner Abwesenheit gekümmert hat. Mit Slim plant Eddie einen Betrug, an dem auch Ruby teilnimmt. Sie soll Aubrey Mitchell, einen ihrer wohlhabenden Verehrer, in Eddies Appartement locken. Eddie soll ihren sie beschützenden Bruder geben. Eddie wird jedoch eifersüchtig, woraufhin Mitchell den Betrug durchschaut. Eddie schlägt Mitchell im Flur nieder und bringt Ruby dazu, mit ihm zum Standesamt zu gehen. Slim soll in der Zwischenzeit Mitchell bewachen. Ein Nachbar entdeckt, dass Mitchell tot ist und alarmiert die Polizei. Eddie kann entkommen, doch Ruby wird von dem Nachbarn identifiziert und von der Polizei verhaftet. 
Ruby wird zu zwei Jahren Haft verurteilt. Mit drei weiteren Häftlingen muss sie sich eine Zelle teilen. Eine davon ist Gypsy, die ihren Hass auf Ruby nicht verbergen kann. Ruby erkennt, dass sie schwanger ist, doch kann sie den immer noch flüchtigen Eddie nicht erreichen. Der immer noch in sie verliebte Al bietet ihr an, sie zu heiraten, was zu ihrer Begnadigung führen würde, doch Ruby lehnt ab. Gypsy, in der Zwischenzeit entlassen, findet Eddie. Ihr wird klar, dass sich Eddie und Ruby aufrichtig lieben. Am nächsten Besuchstag erhält Ruby überraschend Besuch von Gypsy, die Eddie mitgebracht hat. Um nicht erkannt zu werden, muss sich Eddie wieder als Rubys Bruder ausgeben. Das seltsame Verhalten der drei erregt die Aufmerksamkeit der Direktorin Miss Willard. Sie erkennt Eddie als von der Polizei gesucht und schlägt Alarm. Rubys Freundinnen bringen das Paar in die Gefängniskapelle, wo sie von einem Pastor, Vater einer Inhaftierten, getraut werden. 
Eddie muss eine Haftstrafe absitzen. Nach seiner Freilassung wird er an der Grand Central Station von Ruby und seinem frisch geborenen Sohn abgeholt. Mit seiner Familie zieht Eddie nach Cincinnati, wo ihm Al eine Arbeit vermittelt hat.

## Produktion

### Hintergrund
Gedreht wurde der Film ab Mitte April 1933 in den MGM-Studios in Culver City.

### Stab
Merrill Pye oblag die künstlerische Leitung. Edwin B. Willis war für das Szenenbild zuständig, Gilbert Adrian für die Kostüme. Verantwortlicher Toningenieur war Douglas Shearer.

### Besetzung
In kleinen nicht im Abspann erwähnten Nebenrollen traten Louise Beavers, Nora Cecil, G. Pat Collins, Nell Craig, Theresa Harris, Paul Hurst als Aubrey Mitchell, Vera Lewis, Joe Sawyer, Dorothy Vernon und Henry B. Walthall auf. Ebenfalls unerwähnt blieben Nell Craig als Miss Willard und Charles Sellon als Pastor.

### Musik
Der Titelsong Hold Your Man stammte von Nacio Herb Brown und Arthur Freed.

## Synchronisation
Die deutsche Synchronfassung entstand 1988 im Auftrag der Interopa Film.
| Rolle       | Schauspieler        | Deutscher Synchronsprecher |
| ----------- | ------------------- | -------------------------- |
| Ruby Adams  | Jean Harlow         | Daniela Lohmeyer           |
| Eddie Hall  | Clark Gable         | Norbert Langer             |
| Al Simpson  | Stuart Erwin        | Martin Keßler              |
| Gypsy       | Dorothy Burgess     | Cornelia Meinhardt         |
| Bertha      | Muriel Kirkland     | Katharina Gräfe            |
| Slim        | Garry Owen          | Ulrich Gressieker          |
| Sadie       | Barbara Barondess   | Rebecca Völz               |
| Miss Tuttle | Elizabeth Patterson | Christine Gerlach          |
| Maizie      | Inez Courtney       | Simone Petschke            |
| Mrs. Wagner | Blanche Friderici   | Hannelore Schüler          |
| Miss Davis  | Helen Freeman       | Sabine Sebastian           |

## Veröffentlichung
Die Premiere des Films fand am 30. Juni 1933 in New York statt. In der Bundesrepublik Deutschland wurde er am 26. September 1988 im deutschen Fernsehen ausgestrahlt. In Österreich wurde er unter dem Titel Die süße Bestie gezeigt.

## Kritiken
Der Filmkritiken-Aggregator Rotten Tomatoes hat in einer Auswertung von über 250 User-Kritiken ein Publikumsergebnis von 75 Prozent positiver Bewertungen ermittelt.
Das Lexikon des internationalen Films schrieb: „Was als pfiffige Gaunerkomödie beginnt, schlägt in ein vor Edelmut strotzendes Rührstück um, mit dem die nach dem Film "Feuerkopf" aufgebrachte Zensur beruhigt werden sollte; Jean Harlow und Clark Gable posieren mit süßsauren Mienen für die zu dick aufgezwungene Musterschüler-Bravheit.“
Die Filmzeitschrift Cinema befand: „Aus Angst vor der Zensur musste ein moralisches Ende hintendran. Macht aber nichts. Fazit: Frivoler Spass mit starken Sprüchen.“
Der Kritiker des Filmmagazins The Hollywood Reporter schrieb, die Geschichte würde der altbekannten Formel folgen. Doch es seien die nahezu perfekte Arbeitsweise, Dialoge und Regie, die den Film zu einem erstklassigen Stück Unterhaltung machen.
Der Kritiker des TV Guide sah einen Film, dessen absurde Geschichte durch knisternde Dialoge unterstrichen werde. Woods Regie sei besonders in den Gefängnisszenen schleppend, doch die Kombination Harlow/Gable glänze mit ihren elektrisierenden Persönlichkeiten.